# Körslaget 2008/09
Körslaget 2008/09 var den andra säsongen av TV4:s underhållningsprogram Körslaget. Programmet återkom på annandagen den 26 december 2008. 

## Tävlande
- Hanna Hedlund med en kör från Bollnäs. Färg: Lila
- Erik Segerstedt med en kör från Uddevalla. Färg: Grön
- Magnus Carlsson med en kör från Borås. Färg: Guld
- Robert Wells med en kör från Falkenberg. Färg: Röd
- Nanne Grönvall med en kör från Stockholm. Färg: Orange
- LaGaylia Frazier med en kör från Sundsvall. Färg: Ljusblå
- Timo Räisänen med en kör från Göteborg. Färg: Silver

### Program 1
Sändes den 26 december 2008
1. Team Erik - Mercy (Duffy)
2. Team Nanne - Delilah (Tom Jones)
3. Team LaGaylia - September (Earth, Wind & Fire)
4. Team Timo - Stanna hos mig (Kent)
5. Team Hanna - I Don't Feel Like Dancing (Scissor Sisters)
6. Team Magnus - I Will Survive (Gloria Gaynor)
7. Team Wells - Let Me Entertain You (Robbie Williams)

### Program 2
Sändes den 27 december 2008
1. Team Wells - Highway To Hell (AC/DC)
2. Team Hanna - As Good As New (Abba)
3. Team Erik - Glorious (Andreas Johnson)
4. Team Timo - Da Do Ron Ron (The Crystals)
5. Team LaGaylia - I Wish (Stevie Wonder)
6. Team Magnus - Blame It On The Boggie (Jackson 5)
7. Team Nanne - I Can Jive (Jerry Williams)

Resultat
- Team Timo, utröstad
- Team Erik

### Program 3
Sändes den 3 januari 2009
1. Team Magnus - Let's Get The Party Started (Pink)
2. Team LaGaylia - Kiss (Prince)
3. Team Erik - Apologize (OneRepublic)
4. Team Nanne - Black Or White (Michael Jackson)
5. Team Wells - Deadringer for Love (Meatloaf)
6. Team Hanna - Don't Stop Me Now (Queen)

Resultat
- Team LaGaylia, utröstad
- Team Nanne

### Program 4
Sändes den 10 januari 2009
1. Team Erik - Jennie Let Me Love You (E.M.D)
2. Team Nanne - Whole Lotta Shakin' Going On (Jerry Lee Lewis)
3. Team Magnus - Kom hem (Barbados)
4. Team Hanna - Gabriellas sång (Helen Sjöholm)
5. Team Wells - Saturday Night's Alright (Elton John)

Resultat
- Team Nanne, utröstad
- Team Hanna

### Program 5
Sändes den 17 januari 2009
Omgång 1
1. Team Hanna - So What (Pink)
2. Team Wells - Heaven's On Fire (KISS)
3. Team Erik - Grace Kelly (Mika)
4. Team Magnus - Daddy Cool (Boney M)

Omgång 2
1. Team Hanna - Shake Your Tailfeather (Blues Brothers)
2. Team Wells - Candyman (Christina Aguilera)
3. Team Erik - Signed Sealed Delivered I'm Yours (Stevie Wonder)
4. Team Magnus - La Dolce Vita (After Dark)

Resultat
- Team Wells, utröstad
- Team Magnus

### Program 6
Sändes den 24 januari 2009
Omgång 1
1. Team Magnus - Kom Igen Lena (Håkan Hellström)
2. Team Erik - Kärleken är Evig (Lena Philipsson)
3. Team Hanna - Efterfest (Magnus Uggla)

Omgång 2
1. Team Magnus - Does Your Mother Know (Abba)
2. Team Erik - No Air (Jordin Sparks feat. Chris Brown)
3. Team Hanna - I Got Life (Hair)

Resultat
- Team Magnus, utröstad
- Team Hanna

### Program 7 -(Finalen)
Sändes den 31 januari 2009
Omgång 1 (Eget val)
1. Team Erik - Vingar (Mikael Rickfors)
2. Team Hanna - Genom Eld och Vatten (Sarek)

Omgång 2 (Tittarnas val)
1. Team Erik - Jennie Let Me Love You (E.M.D)
2. Team Hanna - Gabriellas sång (Helen Sjöholm)

Omgång 3 (Gemensam låt)
1. Team Erik - Nessun Dorma (Turandot)
2. Team Hanna - Nessun Dorma (Turandot)

Vinnare: Team Hanna